# Ширяев, Павел Николаевич
Па́вел Никола́евич Ширя́ев (19 июня 1914, с. Наровчат — 11 мая 1994, Самара) — полковник Советской Армии, участник Великой Отечественной войны, Герой Советского Союза (1945).

## Биография
Родился 19 июня 1914 года в селе Наровчат, ныне посёлке — райцентре Пензенской области в семье рабочего. Русский. Член ВКП(б) с 1938 года. Окончил 7 классов в 1929 году, школу ФЗУ при депо станции Златоуст в 1932 году, где и работал помощником машиниста паровоза.
В сентябре 1932 года Саранским РВК призван в Красную Армию. В 1936 году закончил 1-ю Ленинградскую артиллерийскую школу. В 1937 году — курсы усовершенствования командного состава (КУКС). Участвовал в советско-финской войне, где в феврале 1940 года, штурмуя «линию Маннергейма», был ранен, а в июне был награждён первым орденом — Красной Звезды.
В Великой Отечественной войне с 22 июня 1941 года. Командир артиллерийского полка майор Ширяев сражался на Юго-Западном фронте, защищал Киев. В одном из осенних боёв 1941 года тяжело ранен и лечился в госпитале. После выздоровления в марте 1942 года майор Ширяев был направлен старшим помощником начальника разведывательного отделения, а с сентября 1943 — начальником разведотделения УКАРТ 3 Ударной армии, в прибывшую с Урала на Северо-Западный фронт 171-ю стрелковую дивизию, в составе которой прошёл всю войну. Сражался на Калининском, 2-м и 1-м Прибалтийских, 1-м Белорусском фронтах, дошёл до Берлина, штурмовал рейхстаг.
С мая 1942 года 171-я дивизия, в районе посёлка Кирилловщина Новгородской области вела наступательные бои против полуокружённой 1-й дивизии СС «Мёртвая голова», к 21 февраля 1943 года дивизия была передислоцирована в район Рамушевского шоссе (юго-восточнее города Старая Русса) с задачей совместно с другими соединениями 34-й армии не допустить отход немцев из Демянского мешка. С февраля по сентябрь 1943 года артиллеристы Ширяева вели наступательные бои за освобождение города Старая Русса. За мужество и отвагу в этих боях Ширяев в апреле и октябре 1943 года был награждён двумя боевыми орденами. В ноябре 1943 года 171-я стрелковая дивизия была передислоцирована на 2-й Прибалтийский фронт в район Великие Луки — Невель, где вошла в состав 3-й ударной армии. B январе 1944 года артиллеристы Ширяева поддерживали огнём наступление, в ходе которого дивизия прорвала оборону немцев и овладела населённым пунктом Избище, преследуя противника до рубежа Рудня — Ключище. 10 июля 1944 года началась Прибалтийская операция, в которой 171-я стрелковая дивизия 79-го стрелкового корпуса действовала на главном направлении 3-й ударной армии. Манёвр 525-го стрелкового полка через реку Великая в тыл города Идрицы, поддержанный артиллерийскими дивизионами подполковника Ширяева, командира 203-го гвардейского армейского минометного полка, (за что он был награждён орденом Красного Знамени), предрешил его быстрое освобождение и 171-я стрелковая дивизия получила наименование «Идрицкая».
В дальнейшем дивизия, артиллерией которой начал командовать (с 27.07.1944) подполковник Ширяев, участвовала в освобождении города Себеж и Латвии. Бои в Латвии 171-я стрелковая дивизия закончила в конце ноября 1944 года, участвуя в проведении операции по уничтожению Тукумской группировки немецко-фашистских войск.
К концу декабря 1944 года дивизия была передислоцирована в район восточнее Варшавы и вошла в состав 1-го Белорусского фронта. Подполковник Ширяев командовал артиллерией дивизии в Висло-Одерской операции, которая при прорыве обороны противника уничтожила большое количество солдат и огневых средств противника. В ходе Висло-Одерской операции, пройдя с боями 600 километров, в конце февраля 1945 года дивизия вышла в район юго-восточнее города Зильберг.
С 1 марта 1945 года артиллеристы Ширяева участвовали в Восточно-Померанской операции, способствовали освобождению ряда городов, и 6 марта 1945 года вышли на побережье Балтийского моря в район города Кашмин.
16 апреля 1945 года 171-я стрелковая дивизия в составе 3-й ударной армии с Кюстринского плацдарма из района города Кинитц (нем. Kienitz) прорвала оборону неприятеля на западном берегу реки Одер и устремилась на Берлин. При прорыве обороны противника особенно отличились артиллеристы, руководимые подполковником Ширяевым. В районе городов Кунерсдорф и Нойтреббин в большей части умелые действия артиллеристов помогли уничтожить многочисленные огневые точки противника, мешавшие продвижению пехоты. Враг на подступах к Берлину потерял более 8 тысяч солдат и офицеров, свыше 60 танков и самоходных орудий, более 150 орудий разного калибра. Были захвачены большие трофеи.
С 22 апреля 1945 года начались бои непосредственно в Берлине, где части дивизии, развивая наступление, успешно в условиях непрерывного боя продвигались к центру города по улице Альт-Моабит. Вечерам 28 апреля вышли к мосту Мольтке. Здесь артиллеристы вступили в бой с танками, самоходками и орудиями противника, охранявшими мост. Совместными действиями мост — кратчайшая дорога к рейхстагу — был захвачен.
29 апреля 1945 года подполковник Ширяев выставил на прямую наводку 48 орудий разного калибра, в том числе 152-миллиметровые и 203,2-миллиметровые гаубицы, которые, предваряя штурм, открыли огонь по рейхстагу, чем способствовали успешному его штурму и водружению не его куполе Знамени Победы.
Указом Президиума Верховного Совета СССР от 31 мая 1945 года за образцовое выполнение боевых заданий командования на фронте борьбы с немецко-фашистскими захватчиками, умелое руководство артиллерией в Берлинской операции и проявленные при этом отвагу и геройство подполковнику Павлу Николаевичу Ширяеву было присвоено звание Героя Советского Союза с вручением ордена Ленина и медали «Золотая Звезда» (№ 6827).
После войны П. Н. Ширяев продолжил службу в армии, в 1951 году он окончил Высшие академические курсы при Военной академии имени Ф. Э. Дзержинского. С 1971 года полковник П. Н. Ширяев в отставке. Жил в городе Куйбышеве (ныне Самара), работал старшим инженером в Управлении материально-технического снабжения Средневолжского экономического района.

Бюст на Аллее Героев в Наровчате

Умер 11 мая 1994 года и похоронен в Самаре на кладбище «Рубежное».

## Признание и награды
Награждён орденом Ленина, четырьмя орденами Красного Знамени, орденом Отечественной войны 2-й степени, двумя орденами Красной 3везды, медалью «3а боевые заслуги» и другими.
Почётный гражданин города Идрица Себежского района Псковской области. На родине, в селе Наровчат, установлен бюст Героя.

## Увековечение памяти
- Бюст Павла Ширяева установлен в селе Наровчат на Аллее Героев — уроженцев и жителей Наровчатского района Пензенской области.